# 제주대학교 교육대학 부설초등학교
제주대학교 교육대학 부설초등학교는 대한민국 제주특별자치도 제주시에 있는 제주대학교 교육대학 산하의 국립 초등학교이다.

## 학교 역사
- 1973년 12월 31일: 제주교육대학교부속국민학교 설치 인가
- 1974년 3월 7일: 제주교육대학교부속국민학교 개교
- 1975년 2월 13일: 1975. 02. 13. 제1회 졸업(49명)
- 1980년 1월 15일: 도시형 급식학교 인가
- 1994년 3월 1일: 제주교육대학교부속초등학교로 변경
- 2005년 9월 1일: 서관 3층 특별교실(음악실 외 10실) 증축
- 2007년 3월 1일: 특수학급(1학급) 인가, 19학급 편성
- 2008년 3월 1일: 제주대학교교육대학부설초등학교로 변경
- 2011년 9월 1일: 3층 13개 교실외 7개 특별실 개축
- 2014년 11월 1일: 푸른 운동장 준공식
- 2017년 7월 1일: 본관 및 서관 교육환경개선 사업
- 2017년 12월 27일: 다목적강당 신축 공사 준공
- 2019년 1월 25일: 제45회 졸업 71명(총 4,903명)
- 2019년 3월 1일: 교육부지정 진로인식 함양 교육과정 운영 상설연구학교
- 2019년 3월 1일: 제14대 고가연 교장 부임